# The Others (groupe)
Pour les articles homonymes, voir The Others.
The Others est un groupe de rock anglais. Après le succès de leur premier album en 2004, deux autres albums suivront jusqu'en 2013.

## Biographie

### Débuts et deux premiers albums (2002-2008)
Le groupe est formé en 2002 et acquiert une notoriété grâce à ses concerts sauvages. En 2004, ils ont joué notamment sur la ligne Hammersmith & City du métro londonien et sur le passage à niveau d'Abbey Road à Londres. Le groupe, en particulier le chanteur Dominic Masters, entretient une relation étroite avec leurs fans, connue sous le nom de 853 Kamikaze Stage-Diving Division.
Leur premier album sort en 2004 sous le label Mercury Records. Bien que le magazine Q le classe parmi les pires albums de l'année, le magazine New Musical Express le note 8/10 et les quatre singles de l'album figurent au top 50 britannique.
En octobre 2006 le groupe sort son deuxième album, Inward Parts. En août 2007, le batteur Martin Oldham quitte le groupe pour des raisons de santé. Après une tournée au Royaume-Uni et en Europe en février 2008, le groupe décide de faire une pause.

### Troisième album (2011-2013)
The Others reviennent trois ans plus tard avec un concert complet au Lexington à Londres. Un mois plus tard, ils retournent en studio pour enregistrer huit nouvelles chansons. En avril 2012, le groupe sort le double single Hardly Know Me / I'll Keep You Safe, qui sera accompagné d'une tournée de deux semaines au Royaume-Uni.
Pour Noël 2012, le groupe a offert les démos de son troisième album, Songs For The Disillusioned. Cette annonce a eu beaucoup de succès : l'allocation de téléchargement a été atteinte en deux jours et afin de répondre à la demande et de garder les pistes disponibles gratuitement, elles ont dû être téléchargées sur quatre sites distincts.
En janvier 2013, le groupe a annoncé sa décision d'offrir aux fans un package de téléchargement gratuit pour chaque mois de 2013. La veille de Noël 2013, la version finalisée de Songs for the Disillusioned est diffusée gratuitement.

## Membres
Membres actuels
- Dominic Masters : chant
- Johnny Others : guitare / basse
- Jimmy Lager : guitare
- Joseph Gardiner-Lowe : batterie
- Eddie Darko : basse / guitare

Anciens membres
- James Le Masurier : batterie
- Martin Oldham : batterie
- James Moulson : batterie / clavier / machines / guitare / basse

## Discographie
Albums
- The Others (31 janvier 2005, n° 51 au Royaume-Uni[6])
- Inward Parts (30 octobre 2006)
- (Demos for) Songs for the Disillusioned (24 décembre 2012)
- Songs for the Disillusioned - Official Album (24 décembre 2013)

Singles
| Date         | Single                              | Classement au Royaune-Uni | Album                       |
| ------------ | ----------------------------------- | ------------------------- | --------------------------- |
| Mai 2004     | This Is For The Poor                | 42e                       | The Others                  |
| Octobre 2004 | Stan Bowles                         | 36e                       | The Others                  |
| Janvier 2005 | Lackey                              | 21e                       | The Others                  |
| Avril 2005   | William                             | 29e                       | The Others                  |
| Octobre 2006 | The Truth That Hurts                | --                        | Inward Parts                |
| Février 2007 | Always Be Mine                      | --                        | Inward Parts                |
| Mars 2008    | Probate                             | --                        | Inward Parts                |
| Avril 2012   | Hardly Know Me / I'll Keep You Safe | --                        | Songs For The Disillusioned |